# چیویتلا دی رومانیا
چیویتلا دی رومانیا (به ایتالیایی: Civitella di Romagna) یک کومونه در ایتالیا است که در استان فورلی-چزنا واقع شده‌است.

## خصوصیات
چیویتلا دی رومانیا ۱۱۷٫۸ کیلومترمربع مساحت و ۳٬۷۹۰ نفر جمعیت دارد و ۲۱۹ متر بالاتر از سطح دریا واقع شده‌است.